# Бунагана (ДР Конго)
Бунагана — город в провинции Северное Киву, на востоке Демократической Республики Конго.
Расположен на границе с Угандой примерно в 73 км по дороге к северо-востоку от Гомы, столицы провинции, а также по другую сторону международной границы от одноименного города Бунагана в Уганде.

## История
В 2013 году город служил штаб-квартирой повстанческого ополчения «Движение 23 марта» и был оккупирован с 13 июня 2022 года.
13 октября 2022 года повстанцы укрепили свой контроль над районом около города. Конголезский пограничный пост функционировал под контролем повстанцев, продолжая торговлю с Угандой.
Председатель Комитета по иностранным делам Сената США Боб Менендес заявил, что поддержка Руандой повстанцев, которые нападают на мирных жителей, миротворцев ООН и ВСДРК на востоке ДРК, неприемлема и призвал Бюро по делам Африки провести расследование и привлечь виновных к ответственности.
3 апреля 2023 года агентство AP сообщило, что Восточноафриканские региональные силы (EACRF), включая угандийский контингент, вернули контроль над городом. Представитель угандийского контингента капитан Като Ахмад Хассан поблагодарил повстанцев M23, заявив, что они ценят командование M23 за сотрудничество с контингентом, за предоставление безопасного прохода и за то, что они позволили занять город. Однако силы повстанческой группировки продолжали совместно с EACRF занимать населенный пункт.